# Jack O'Connell (écrivain)
Ne doit pas être confondu avec Jack O'Connell.
Pour les articles homonymes, voir O'Connell.
John F. O'Connell, dit Jack O’Connell, né le 25 décembre 1959 à Worcester (Massachusetts) et mort le 1er janvier 2024, est un écrivain américain de  romans noirs et d’anticipation.

## Biographie
Après des études dans différents établissements du Massachusetts, il devient agent d'assurances de 1981 à 1996, puis professeur. 
Comme romancier, il publie en 1992 le premier titre de sa série de quatre livres consacrés à la ville imaginaire de Quinsigamond, cité fictive évoluant quelque part entre l'ambiance de New York et l'univers de Worcester, dont l’auteur est originaire. Écrivain discret, reconnu par James Ellroy, il délaisse Quinsigamond en 2008 pour  le roman  The Resurrectionist (Dans les limbes) avec lequel il remporte le Prix Mystère de la Critique en France en 2010.
Il se dit influencé par Franz Kafka, James Joyce, Herman Melville, Pynchon, Don DeLillo, Robert Stone.
Proposant des romans complexes investis d'une vision politique et d'une réflexion philosophique, l'œuvre de Jack O'Connell dénonce les maux de l'Amérique contemporaine : la corruption, l'abandon de la communication humaine au profit des réseaux virtuels, le rôle insidieux de l'image et du paraître, la violence des organisations criminelles, des gangs de rue et des groupuscules puritains d'extrême-droite.
Jack O'Connell est marié avec Nancy, et ils ont deux enfants. Il meurt le 1er janvier 2024, à l’âge de 64 ans.

## Œuvres

### Romans

#### SérieQuinsigamond
- Box Nine (1992) Publié en français sous le titre B. P. 9, traduit par Gérard de Chergé, Paris, Payot & Rivages, coll. « Rivages/Noir » no 209, 1995.
- Wireless (1993) Publié en français sous le titre La Mort sur les ondes, traduit par Freddy Michalski, Paris, Payot & Rivages, coll. « Rivages/Thriller », 1994 ; réédition dans une traduction révisée par Gérard de Chergé sous le titre Ondes de choc, Paris, Payot & Rivages, coll. « Rivages/Noir » no 558, 2005.
- The Skin Palace (1996) Publié en français sous le titre Porno Palace, traduit par Gérard de Chergé, Paris, Payot & Rivages, coll. « Rivages/Thriller », 1998 ; réédition, Paris, Payot & Rivages, coll. « Rivages/Noir » no 376, 2001.
- Word Made Flesh (1999) Publié en français sous le titre Et le verbe s’est fait chair, traduit par Gérard de Chergé, Paris, Payot & Rivages, coll. « Rivages/Thriller », 2000 ; réédition, Paris, Payot & Rivages, coll. « Rivages/Noir » no 454, 2003.

#### Autre roman
- The Resurrectionist (2008) Publié en français sous le titre Dans les limbes, traduit par Gérard de Chergé, Paris, Payot & Rivages, coll. « Rivages/Thriller », 2009 ; réédition, Paris, Payot & Rivages, coll. « Rivages/Noir » no 926, 2013. Cinquième volume du cycle Quinsigamond

## Prix et distinctions notables
- Prix Mystère de la critique 2010 décerné pour le roman Dans les limbes[4].

## Source
- Claude Mesplède et Jean-Jacques Schleret, SN, voyage au bout de la Noire : inventaire de 732 auteurs et de leurs œuvres publiés en séries Noire et Blème : suivi d'une filmographie complète, Paris, Futuropolis, 1982, 476 p. (OCLC 11972030), p. 444-445.